# Plandiura Collection
Plandiura Collection – była prywatna kolekcja Mr. Luisa Plandiury w Barcelonie. 
Kolekcja składała się głównie ze średniowiecznej sztuki hiszpańskiej, rzeźby i malarstwa. W zbiorach były obrazy El Greca i Picassa.  Większość zbiorów została przeniesiona do Muzeum Sztuk Pięknych w Barcelonie. W 1932 roku na rzecz miasta Barcelona przekazano 22 obrazy Picassa. Obecnie znajdują się one w muzeum Picassa w Barcelonie.